# Провера
Тест је сваки стандардизован поступак научне, логичке или емпиријске провере тачности неке мисаоне конструкције или практична провера функционисања неког система (уређаја, оруђа, лека, организма и сл). У психологији, стандардизован мерни инструмент којим се, на унапред утврђен начин, мери нека способност, знање, вештина или особина личности. Да би се успешно користио, тест мора имати одређене метријске карактеристике: ваљаност (валидност), поузданост (релијабилност), осетљивост и објективност.